# 私立恵比寿中学 ファーストコンサート「じゃあ・ベストテン」
『私立恵比寿中学 ファーストコンサート「じゃあ・ベストテン」』（しりつえびすちゅうがく ファーストコンサート「じゃあ・ベストテン」）は、私立恵比寿中学の初のホールコンサート。2012年7月1日に東京・日本青年館で行われた。DVD、Blu-rayは2012年11月21日にDefSTAR RECORDSから発売された。

## 収録曲
1. オープニング
2. ザ・ティッシュ〜とまらない青春〜
3. エビ中一週間
4. MC
5. 永遠に中学生
6. エビ中出席番号の歌 その1
7. えびぞりダイアモンド!!
8. ご存知!エビ中音頭
9. 結果オーライ
10. フジストリー
11. Go!Go!Here We Go!ロック・リー
12. もっと走れっ!!
13. どしゃぶりリグレット
14. これでいいのだ!
15. アンタ
スペシャルゲスト：ヒャダイン
16. 神さまの言うとおり
17. 一生 一緒 いいっしょ?
18. またあえるかな
19. 歌え!踊れ!エビーダダ!
スペシャルゲスト：三面怪人ダダ
20. 仮契約のシンデレラ
21. 売れたいエモーション!
22. オーマイゴースト?〜わたしが悪霊になっても〜
23. 放課後ゲタ箱ロッケンロールMX
スペシャルゲスト：ヒャダイン
24. 揚げろ!エビフライ
25. フレ!フレ!サイリウム
26. チャイム!
27. MC
28. ebiture〜イッショウトモダチ
29. 仮契約のシンデレラ

## エビ中のユニットアルバム 青年館盤
エビ中のユニットアルバム 青年館盤は、私立恵比寿中学 ファーストコンサート「じゃあ・ベストテン」で披露されたユニット＆ソロ楽曲を収録した私立恵比寿中学のユニット・アルバム。2013年3月31日によみうりランド オープンシアターEAST公演の会場限定で発売された。
1. これでいいのだ！ - ナツリカ（真山りか、杏野なつ）
作詞・作曲：Orito、編曲：立山秋航
杏野なつと真山りかによるユニット。
2020年2月16日のファンクラブ（FC）限定リバイバル公演「じゃあ・ベストテン2020」にて、ユニット「リコリカ」（中山莉子、真山りか）が披露した。
2. アンタ - スナックのママと流し（廣田あいか、ヒャダイン）
作詞・作曲・編曲：前山田健一
3. 神さまの言うとおり - フリンデルガール（瑞季、星名美怜、鈴木裕乃）
作詞：辻純更、作曲：上田晃司、編曲：草野よしひろ
ユニット名の詳しい由来は不明だが、「フリンデル」はオランダ語で「蝶」を意味する。
2015年10月10日開催の「自習vol.4」と2018年12月23日開催の「クリスマス大学芸会2018 DAY1 ～スイートハニーサンデー～」にて、新たにエビ中メンバー全員に歌詞を振り分けた形で披露された[注 1]。
2020年2月16日のFC限定リバイバル公演「じゃあ・ベストテン2020」にて、ユニット「ニューフリンデルガール」（星名美怜、小林歌穂、中山莉子）が披露した。
4. 一生 一緒 いいっしょ？ - トリオ・ザ・インフルエンザ（松野莉奈、柏木ひなた、DJタミフル）
作詞・作曲・編曲：前山田健一
DJタミフルがインフルエンザに罹患し、近々で松野・柏木に伝染した、というエピソードがユニット名の由来。
2020年2月16日のFC限定リバイバル公演「じゃあ・ベストテン2020」にて、ユニット「トリオ・ザ・インフルエンザ2(セカンド)」（柏木ひなた、小林歌穂、DJタミフル）が披露した。
5. またあえるかな - 安本彩花 ※ソロ
作詞・作曲・編曲：菊池真太郎